# Montadas
Montadas é um município brasileiro do estado da Paraíba, pertence a Região Geográfica Imediata de Campina Grande e a Região Geográfica Intermediária de Campina Grande. Está situado no Polígono das Secas em uma “zona de transição", entre 7° 05’ 16” de latitude sul (S) e 35° 57’ 32” de longitude oeste (O/W).
Em 2021, o IBGE estimou a população do município em 5 806 habitantes. O município ainda está a uma altitude média de 750 metros acima do nível do mar, sendo assim, a 5ª mais alta da Paraíba e a 49° do Brasil, fator que lhe proporciona um clima especial mesmo estando no semiárido paraibano, com temperatura mediana anual de uma 21,7 °C.
Trata-se de um dos menores municípios paraibanos em extensão territorial, com apenas 32 km², limitando-se ao Norte com o município de Areial, ao Sul com Puxinanã, ao Nordeste com São Sebastião de Lagoa de Roça, ao Leste com Lagoa Seca e a Oeste com Pocinhos.
O município é servido de três rodovias estaduais: a PB-113, que liga Montadas a Campina Grande através de estrada não pavimentada que passa pelos povoados de Campinote, Pai Domingos e Jenipapo; a PB-115, que liga a sede do município até a PB-121 e a BR-230, através do município de Puxinanã e distrito de São José da Mata, sendo que o trecho Montadas a Puxinanã, chama-se Rodovia Antonio Veríssimo de Souza, em homenagem ao Emancipador do município de Montadas; e ainda a PB-121, que liga o município de Montadas, ao Norte, a sede da Comarca em Esperança, através do município de Areial, bem ainda a mesma ainda liga, a Oeste, o município de Montadas a Pocinhos. Tal rodovia é conhecida como "Estrada da Batatinha".
Através da BR-230, Montadas está distante 161,1 km do centro da capital João Pessoa e 27,5 km do centro de Campina Grande 25 km. Através da PB-113, que não é asfaltada, Montadas fica distante 25,8 km de Campina Grande. Através da PB-115 e PB-121, Montadas distante 15 km de Esperança e 13 km de Pocinhos.

## História
Em 1902, o Sr. Antonio Flor de Araújo comprou, no local onde hoje existe a cidade de Montadas, uma légua de terra, ao Capitão Floripes Coutinho, pela qual ele pagou 200 mil réis. Nesse período essas terras pertenciam ao município de Campina Grande.
Em 1917, ele a vendeu a Manoel Cirino Lira, com 12 vacas de bezerro e 60 criações caprinas; por 01 conto de réis. No mesmo ano, Manoel Cirino Lira funda a vila de Montada, o fundador que tendo comprado essas terras doou-as: parte aos seus familiares e parte ao patrimônio religioso, isto é, ao Sagrado Coração de Jesus, primeiro padroeiro da comunidade.
No ano de 1925 o mesmo construiu sua residência, onde na mesma mandou celebrar a 1° Missa da comunidade. O Monsenhor João Coutinho distribui naquela missa o catecismo da Igreja Católica, aos primeiros habitantes, principalmente as crianças que lá havia. Durante um período de 06 anos foi-se celebrado missas na casa do Sr. Manoel Cirino Lira.
Em 1928, deu-se início a construção de uma capela neste localidade, num período de 02 anos suas obras ainda não estavam concluídas. Mesmo assim, teve sua 1ª Missa celebrada no dia de Natal, do ano de 1930.
Em 1º de agosto de 1928, chegou a essas terras a primeira 1ª professora, a Freira D. Auta de Araújo, que aqui lecionou durante 05 anos. Foi ela que plantou as primeiras sementes do saber nesta terra. Ela também foi professora do emancipador da cidade, o Sr. Antonio Veríssimo de Souza.
Logo mais em 1931, termina-se a construção da capela sobre qual ficou exposta por ordem do vigário da paróquia.
No ano de 1934, o Pe. Manoel Costa trouxe para a capela da vila de Montada o bronze circular e mudou o padroeiro, de Coração de Jesus para São José, o qual veio em procissão da comunidade de Pocinhos (atual cidade de Pocinhos).
Quando o Sr. Manoel Cirino Lira comprou as terras onde hoje se localiza a cidade de Montadas, essas terras pertenciam ao município de Campina Grande. Em Janeiro de 1944, o prefeito da cidade de Campina Grande, Dr. Vergniaud Borborema Wanderley doou as terras ao então município de Esperança, onde junto com o prefeito de Esperança, Sebastião Vital decretaram sob lei a doação.
Em 1945 o Sr. Sebastião Flor de Araújo coloca Montada na sua primeira eleição, para decidir que seria o presidente do país.
No ano de 1947, o prefeito constitucional da cidade de Esperança Júlio Ribeiro da Silva, eleva a vila de Montada à categoria de distrito.
Limitado-se: ao Norte começando na Boca de Lagoa Salgada com destino a Lagoa de Marcella, por uma fluvial estrada que desde Catolé a Marcella em Manguape de baixo, ao Leste pela estrada de Marcella a Campinote, ao Sul pela estrada fluvial e de transporte de São Sebastião de Lagoa de Roça a Lagoa do Açude, onde é o ponto de linha mais forte, por esta estrada este se limita ao Maxixe até o município de Puxinanã, de Maxixe até Maris Preto, com ele ainda é dividido ao Oeste com o Município de Pocinhos, pela estrada do Maris Preto a Lagoa de Dentro, até Lagoa Salgada ao Norte onde tudo começou.
Em 1948 o Governador Gaspar Dutra construiu um grupo escolar no ainda Distrito de Montada, com efeito do então prefeito da cidade de Esperança o Sr. Júlio Ribeiro da Silva.
Em 1951 disputaram as eleições na cidade de Esperança, Joaquim Virgulino da Silva, em litígio pleito contra Francisco Bezerra da Silva onde este venceu. Também na mesma eleição o distrito de Montada coloca um representante de seus direitos, na Câmara Municipal de Esperança, o Sr. Antonio Veríssimo de Souza, eleito vereador com 249 votos pelo Partido Social Democrático (PSD).
Em 12 de agosto de 1955 o senhor Antonio Veríssimo de Souza consegue se reeleger para a alegria do povo Montadense. Montadas continua com seu representante junto a Câmara Municipal.
No ano de 1959 em Esperança candidata-se para prefeito Pedro Mendes na UDN (União Democrática Nacional) contra o Dr. Arlindo Delgado pelo PSD Antonio Veríssimo de Souza consegue o seu 3º mandato como vereador ficando na terceira suplência o candidato que nomeava José Cirino, o Sr. Antonio Liberato, seu genro e interventor correspondente ao seu mandato.
No dia 10 de dezembro de 1959, D. Josefa Tavares distinta parteira, foi nomeada parteira estadual, e no dia 7 de janeiro foi empossada prestando seu compromisso de parteira diplomata.
Em 1963, Antonio Veríssimo de Souza deixou de se candidatar a vereador, em se aventurar deixar passar esta eleição para prefeito, faturando o seu pensar, na então na emancipação de seu distrito. Nessa eleição em Esperança lutavam dois candidatos a prefeito, numa marcha aventureira Joaquim Virgulino da Silva e Luiz Martins de Oliveira onde este foi eleito prefeito com 1601 votos superiores. O Sr. Antonio Liberato consecutivo interventor ao partido derrotado onde na Câmara Municipal foi eleito vereador.
Para Montada se emancipar, pelos relatos oculares tais quais o próprio Antonio Veríssimo de Souza e outros homens daquele período que ainda se encontram vivos mencionaram, eram necessário para a independência do município, o mínimo de três ruas, o que foi ruim, pois Montada não tinha as mesmas. Tinha apenas uma rua longa, que a mesma se dividia em uma segunda rua, fazendo assim uma parábola.
Usando de sabedoria o Sr. Antonio Veríssimo de Souza dividiu uma única rua que é a PB-115 ligando a saída de Montadas para Areial com a saída de Montadas a Puxinanã em três ruas começando com a Rua Manoel Cirino Lira, em homenagem ao fundador da cidade; Rua Monsenhor Coutinho; a mais estreita das três, que é em homenagem ao primeiro padre honorário, e a Rua Manoel Pedro da Silva. A rua fazendo forma de parábola com a Manoel Cirino Lira e Monsenhor Coutinho recebeu o nome do padroeiro da cidade São José. Por trás da Rua principal Manoel Cirino Lira, onde na época avia apenas umas 4 (quatro) casinhas de taipa recebeu o nome de Rua João da Costa Brasil.
Com muitos esforços, e sacrifício o Sr. Antonio Veríssimo de Souza conseguiu o sonho dos montadenses, a Emancipação Política em 14 de outubro de 1963 pela Lei Estadual Nº 3088/1963 do mesmo dia, assinada pelo Governador Pedro Moreno Gondim, com o apoio do Deputado Estadual Francisco Souto Neto.
Com a emancipação o Sr. Antonio Veríssimo de Souza pediu ao então Governador para que a agora a então cidade, não se chama-se Montada, mais sim Montadas por motivo do próprio crer que a pronúncia no singular fosse muito vulgar. Então o Governador concordou e acrescentou um "S" passando assim para o plural Montadas.

## Etimologia da palavra
O nome Montadas foi dado pelos vaqueiros que campeavam com o seu gado esta região, por motivo que aqui havia muitos matos fechados e espinhosos como jurema, malícia, cipoal, gravatais, jucuri, comati entre outros.
O gado se perdia e os vaqueiros não conseguiam encontrá-los. Eles alegavam que o gado tinha ficado amontoados na Montada, que era um pequeno tanque de água fechado pela mata densa, onde o gado matava a sede. Hoje esse mesmo local é dividido em duas propriedades, uma parte ficando no sítio do Sr. Álvaro José Custódio (Alvino) e a outra no sítio do Sr. Edmilson Avelino Gomes.
Devido a erros históricos de alguns, chegaram a consideram como nome dessas terra as expressões: Amontada, Amontado, ou ainda Montado, embora todas errôneas, pois a etimologia correta sempre foi Montada. O Então Distrito de Montada passou a ser a cidade de Montadas, ganhando um acréscimo de um (S) na sua independência.

## Os primeiros habitantes
Foram eles: Manoel Cirino Lira (o fundador), José Veríssimo de Souza (pai do emancipador), Manoel Pedro da Silva, Inácio Fernandes, entre outros. Eram homens dedicados a agricultura e a pecuária, de baixa renda e de formação inicialmente baixa.

## Aspecto político
Após 25 dias depois da emancipação, exatamente no dia 8 de novembro de 1963, Montadas nomeou o seu primeiro prefeito interino, o Sr. Geraldo José Custódio conhecido como (Didi) que assinou seu termo de posse na cidade de Montadas.
No dia 10 de outubro de 1964 os únicos candidatos na 1ª eleição da cidade foram, Antonio Veríssimo de Souza como Prefeito e Antonio da Costa Brasil como Vice-prefeito, ambos pelo PDC (Partido Democrata Cristão). Além deles foram eleitos 07 vereadores: Manoel Fernandes, Cícero Sales, Anastácio Custódio, José Felinto, Antonio José da Costa, José Balbino e João Pedro, também todos pelo PDC Recebendo posse no dia 15 de novembro de 1964 e levando o mandato até 31 de janeiro de 1969.
Presentes a esta audiência estavam o deputado estadual Francisco Souto Neto, o Sr. Severino Cabral, o Sr. Francisco Apolinário, prefeito da cidade de Areial, o Sr. Luiz Martins de Oliveira, prefeito da cidade de Esperança, José Veríssimo de Souza e a maioria das famílias montadenses da época.
Com o golpe militar de 1964, o governo federal decreto pelo ato institucional n° 2, de 1965, que só deveria existir dois partidos políticos no Brasil: a Aliança Renovadora Nacional (ARENA) e o Movimento Democrático Brasileiro (MDB), baseando-se, assim, na constituição dos Estados Unidos. Após isso o prefeito, vice-prefeito e demais vereadores passaram a fazer parte da ARENA, em 1965.

## Gestores municipais
| Nº | Prefeito                   | Partido    | Vice Prefeito                | De:                    | até:                   | Observação                                       |
| -- | -------------------------- | ---------- | ---------------------------- | ---------------------- | ---------------------- | ------------------------------------------------ |
| 1  | Geraldo José Custódio      | PSC        | -                            | 24 de novembro de 1963 | 8 de novembro de 1964  | Interino até a realização das eleições           |
| 2  | Antonio Veríssimo de Souza | PSC ARENA  | Antonio da Costa Brasil      | 8 de novembro de 1964  | 31 de janeiro de 1969  | Prefeito eleito como candidato único             |
| 3  | Luís Avelino Gomes         | ARENA      | Manoel Jacinto da Silva      | 31 de janeiro de 1969  | 31 de janeiro de 1973  | Prefeito eleito como candidato único             |
| 4  | Antonio Veríssimo de Souza | ARENA      | Manoel Fernandes da Silva    | 31 de janeiro de 1973  | 31 de janeiro de 1977  | Prefeito eleito como candidato único             |
| 5  | Antonio Joaquim da Silva   | ARENA      | Antonio Medeiros de Araújo   | 31 de janeiro de 1977  | 31 de janeiro de 1983  | Prefeito eleito                                  |
| 6  | Antonio Veríssimo de Souza | PDS        | Inácio Porto                 | 31 de janeiro de 1983  | 31 de dezembro de 1988 | Prefeito eleito                                  |
| 7  | Inácio Porto               | PDS        | Luiz Gonzaga de Araújo       | 1 de Janeiro de 1989   | 24 de abril de 1989    | Prefeito eleito                                  |
| 8  | Luiz Gonzaga de Araújo     | PDS        | -                            | 25 de abril de 1989    | 29 de maio de 1989     | Interino 35 dias após licença médica do titular. |
| -  | Inácio Porto               | PDS        | Luiz Gonzaga de Araújo       | 30 de maio de 1989     | 31 de dezembro de 1992 | Retorno ao cargo após licença médica             |
| 9  | José de Arimatéia Souza    | PFL        | Antonio Veríssimo de Souza   | 1 de janeiro de 1993   | 31 de dezembro de 1996 | Prefeito eleito                                  |
| 10 | Lindembergue Souza Silva   | PFL        | Jonas de Souza               | 1 de janeiro de 1997   | 31 de dezembro de 2000 | Prefeito eleito                                  |
| 11 | José de Arimatéia Souza    | PFL        | Fernando Antônio de Souza    | 1 de janeiro de 2001   | 31 de dezembro de 2004 | Prefeito eleito                                  |
| 11 | José de Arimatéia Souza    | PFL        | Fernando Antônio de Souza    | 1 de janeiro de 2005   | 31 de dezembro de 2008 | Prefeito reeleito                                |
| 12 | Lindembergue Souza Silva   | Democratas | Jonas de Souza               | 1 de janeiro de 2009   | 31 de dezembro de 2012 | Prefeito eleito                                  |
| 13 | Jairo Herculano de Melo    | PSB        | Erasmo de Souza              | 1 de janeiro de 2013   | 31 de dezembro de 2016 | Prefeito eleito                                  |
| 14 | Jonas de Souza             | PSD        | Luiz Carlos Carneiro Genuíno | 1 de janeiro de 2017   | 31 de dezembro de 2020 | Prefeito eleito                                  |
| 14 | Jonas de Souza             | PSD        | Cássio Martins Avelino       | 1 de janeiro de 2021   | 31 de dezembro de 2024 | Prefeito reeleito                                |
| 15 | Romero Martins             | PSD        | Edivânia Porto               | 1 de janeiro de 2025   | 31 de dezembro de 2028 | Prefeito eleito                                  |

## Geografia

### Solo e Relevo
O município está incluído na área geográfica de abrangência do semiárido brasileiro, definida pelo Ministério da Integração Nacional em 2005. Esta delimitação tem como critérios o índice pluviométrico, o índice de aridez e o risco de seca. Seu território está quase inteiramente localizada, sobre um grande bloco granítico plutônico, de idade geológica provavelmente do período Proterozoico, entre 2,5 bilhões a 590 milhões de anos atrás. Dessa forma, a superfície intemperizada do município mostra-se constituída de solos pouco evoluídos arenosos denominados de regossolos. Assim, a superfície do solo se apresenta como pedregosa em alguns locais e, sobretudo, rasa, raramente ultrapassando os 30 metros de profundidade.

### Hidrografia
O município está compreendida nas cabeceiras das bacias dos rios: Curimataú, Paraíba, e Mamanguape. O rio Mamanguape tem sua nascente na Lagoa Salgada, entre os municípios de Montadas, Areial e Pocinhos, sendo denominado ainda no território montadense, de Riacho Manguape. Já o Rio Bodogongó, que faz parte da bacia do médio Rio Paraíba, nasce na porção central da cidade de Montadas, entre o Conjunto da Consolação, cruzando o loteamento Veríssimo e o Conjunto Vitória.

### Clima
Dados do Clima Data Org, mostram que Montadas apresenta um clima tropical com média pluviométrica anual de 731 mm e temperatura média anual de 21,7 °C. Novembro é o mês mais seco com apenas precipitação com uma média de 10 mm, enquanto abril é o de maior precipitação com uma média de 116 mm. Sendo ainda o mês de janeiro o mais quente com média de 23.2 °C e o mais frio julho com média de 19.6 °C.
| Dados climatológicos para Montadas | Dados climatológicos para Montadas | Dados climatológicos para Montadas | Dados climatológicos para Montadas | Dados climatológicos para Montadas | Dados climatológicos para Montadas | Dados climatológicos para Montadas | Dados climatológicos para Montadas | Dados climatológicos para Montadas | Dados climatológicos para Montadas | Dados climatológicos para Montadas | Dados climatológicos para Montadas | Dados climatológicos para Montadas | Dados climatológicos para Montadas |
| Mês                                | Jan                                | Fev                                | Mar                                | Abr                                | Mai                                | Jun                                | Jul                                | Ago                                | Set                                | Out                                | Nov                                | Dez                                | Ano                                |
| ---------------------------------- | ---------------------------------- | ---------------------------------- | ---------------------------------- | ---------------------------------- | ---------------------------------- | ---------------------------------- | ---------------------------------- | ---------------------------------- | ---------------------------------- | ---------------------------------- | ---------------------------------- | ---------------------------------- | ---------------------------------- |
| Temperatura máxima média (°C)      | 28,3                               | 27,8                               | 27,4                               | 26,6                               | 24,8                               | 23,6                               | 23,1                               | 24,3                               | 26                                 | 27                                 | 27,7                               | 27,5                               | 26,4                               |
| Temperatura média (°C)             | 23,2                               | 23                                 | 22,9                               | 22                                 | 21,1                               | 20,1                               | 19,6                               | 20,1                               | 21,3                               | 22                                 | 22,7                               | 22,5                               | 21,7                               |
| Temperatura mínima média (°C)      | 18,1                               | 18,3                               | 18,4                               | 17,9                               | 17,4                               | 16,7                               | 16,1                               | 15,9                               | 16,4                               | 17                                 | 17,7                               | 17,5                               | 17,9                               |
| Precipitação (mm)                  | 38                                 | 57                                 | 101                                | 116                                | 89                                 | 101                                | 104                                | 54                                 | 28                                 | 13                                 | 10                                 | 20                                 | 731                                |
| Fonte: ClimaDataOrg.               |                                    |                                    |                                    |                                    |                                    |                                    |                                    |                                    |                                    |                                    |                                    |                                    |                                    |